# Jaremcse
Jaremcse (ukrán betűkkel: Яремче, lengyelül: Jaremcze, 2006-ig Jaremcsa) járási jogú város Ukrajna Ivano-frankivszki területének Nadvirnai járásában. Régóta kedvelt hegyi üdülőhely az Ukrán-Kárpátokban. Lakosainak száma 8094 fő (2019. január 1.).
Jaremcse község székhelye. A községhez a városon kívül még egy település, Mikulicsin tartozik. A Prut mentén fekvő Dora és Jamna nevű településeket korábban a városhoz csatolták.

## Földrajz
A Prut mentén fekszik, 66 km-re a területi székhelytől, Ivano-Frankivszktől. Átlagos tengerszint feletti magassága 525 m.

## Történelem
A várost 1787-ben alapították, amikor a terület még Ausztriához, annak Galícia tartományához tartozott. A két világháború között, 1918-tól 1939-ig Lengyelország Stanislawówi vajdaságának Nadwórnai járásához tartozott. Ebben az időszakban kezdett erőteljesen fellendülni a turizmus, és a város fejlődésnek indult. Az 1920-as években már évente 6 ezer vendég fordult meg.
1939-ben a területet a Szovjetunió szállta meg, majd 1941-ben német fennhatóság alá került. A szovjet csapatok 1945-ben foglalták el ismét, így 1945-től 1991-ig az Ukrán SZSZK része volt. 1963-ban kapott városi rangot. 1991 óta a független Ukrajnához tartozik. 
A városban tartott népszavazás alapján a település nevét az ukrán parlament határozatában 2006. december 14-én Jaremcsáról Jaremcsére változtatta.

## Közlekedés
A települést érinti az Ivano-Frankivszk–Deljatin–Rahó-vasútvonal.
A városon keresztül halad az Ungvár–Rahó–Ivano-Frankivszk-főútvonal.

## Turizmus
Területén számos üdülő, szálloda és szanatórium található. A klímája jó a tüdőbetegségek kezelésére.
Látnivalói közé tartozik egy 17. században épült fatemplom, továbbá a Pruton 30 m magasságban átívelő híd, amely azonban 2009 júniusában megrongálódott, azóta nem járható.